# Radio Bologna per l'accesso pubblico
Radio Bologna per l'accesso pubblico è stata una delle prime radio libere italiane. La radio nacque quando lo sviluppo della tecnologia delle trasmittenti radio in modulazione di frequenza rese possibile la realizzazione di radio alternative al monopolio statale. Radio Bologna fu tra le prime radio libere cittadine, e la sua comparsa ebbe grande risonanza sui mass media nazionali. Mise in onda per due giorni quattordici ore di trasmissione.

## Storia
L'emittente nacque il 23 novembre 1974, pochi mesi dopo un'importante sentenza della Corte Costituzionale che aveva scalfito il monopolio dello Stato sulle trasmissioni radiotelevisive. Il 10 luglio, infatti, la Suprema corte aveva liberalizzato la trasmissione via cavo. La trasmissione via etere rimaneva però interdetta ai privati, tuttavia senza aspettare ulteriori pronunciamenti, furono aperte in alcune città italiane radio private via etere, tra cui Radio Bologna.
La programmazione era costituita in buona parte da interventi dei cittadini, incentrati spesso sui problemi del traffico o sulla crisi economico-finanziaria, seguiti poi da brani musicali. Nei due giorni in cui riuscì a trasmettere, furono invitati anche alcuni ascoltatori a co-condurre le trasmissioni.
La sede di «Radio Bologna per l'accesso pubblico» era costituita da una roulotte parcheggiata vicino a una vecchia abitazione situata sulle colline bolognesi (per la precisione, il colle dell'Osservanza); gran parte delle attrezzature necessarie per la trasmissione erano realizzate in proprio. Animatore dell'iniziativa fu Roberto Faenza (con l'aiuto di Rino Maenza) che aveva anche lanciato nel maggio 1974 l'idea di una «Telebologna cavo», con l'aiuto di Peppo Sacchi, il fondatore di Telebiella, ma che era stata fermata dalla polizia postale dopo due giorni.
Anche per quello che riguarda la radio, dopo una settimana di trasmissioni, la polizia localizzò e perquisì la sede e furono interrotte le trasmissioni. Il fatto ebbe ampia eco sulla stampa, con molti giornali che dedicarono articoli alla vicenda. Al processo che ne seguì tutti gli imputati furono assolti. 
I promotori dell'iniziativa (costituiti in forma di cooperativa) puntavano molto sull'esperienza di un mezzo di comunicazione sociale che fosse espressione del territorio e su questo tema avevano l'appoggio di Guido Fanti già sindaco di Bologna e presidente in carica della Regione Emilia-Romagna. Tuttavia in una città allora monopartito non ebbero l'appoggio del PCI, che aveva operato altre scelte. L'istituzione di Rai 3, allora in discussione e poi assegnata nella lottizzazione alle sinistre, aveva indotto i dirigenti del partito ad abbandonare l'appoggio alle televisioni e radio locali, per scegliere, invece l'appoggio al monopolio pubblico.
Nel 1976 la Corte Costituzionale infine deliberò la liberalizzazione delle trasmissioni via etere (anche se solo su scala locale).

## Successivi utilizzi del nome
Il nome Radio Bologna risulta poi utilizzato anche successivamente, ma il collegamento ipotizzato con l'originaria Radio Bologna non è documentato.